# 勒普利冈
勒普利冈（法語：Le Pouliguen，法語發音：[lə puliɡɛ̃]）是法国大西洋卢瓦尔省的一个市镇，位于该省西部，大西洋沿岸，属于圣纳泽尔区。

## 地理
勒普利冈（47°16'37"N, 2°25'49"W）面积4.39 平方千米，位于法国卢瓦尔河地区大区大西洋卢瓦尔省，该省份为法国西北部沿海省份，位于布列塔尼半岛东南部，北起伊勒-维莱讷省，西北接莫尔比昂省，西临大西洋，南至旺代省，东临曼恩-卢瓦尔省。
与勒普利冈接壤的市镇（或旧市镇、城区）包括：滨海巴、盖朗德、拉博勒-埃斯库布拉克。

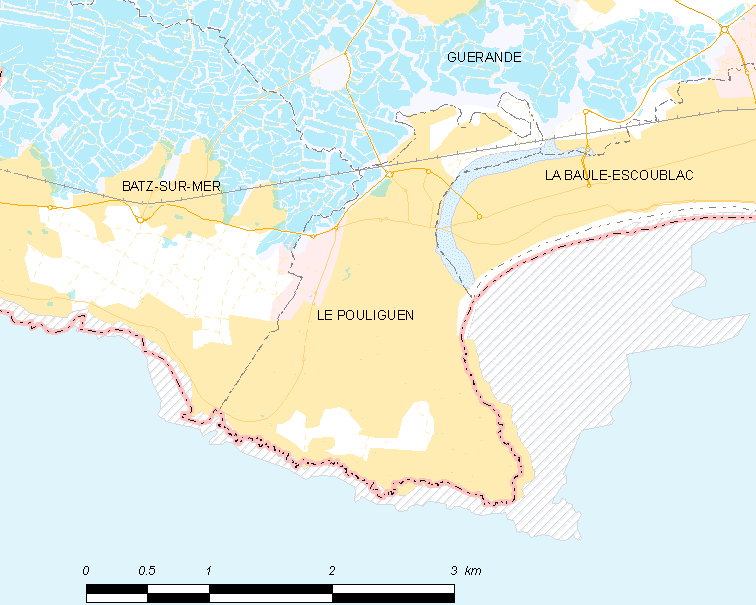
勒普利冈的OSM定位图

勒普利冈的时区为UTC+01:00、UTC+02:00（夏令时）。

## 行政
勒普利冈的邮政编码为44510，INSEE市镇编码为44135。

## 政治
勒普利冈所属的省级选区为拉博勒-埃斯库布拉克县。

## 人口

1962-2008年间勒普利冈人口变化图示

勒普利冈于2022年1月1日时的人口数量为4007人。